# Piper calceolarium
Piper calceolarium är en pepparväxtart som beskrevs av C. Dc.. Piper calceolarium ingår i släktet Piper och familjen pepparväxter. Inga underarter finns listade i Catalogue of Life.